# Свети Мардарије Либертивилски
Мардарије Ускоковић (Корнет, 22. децембар 1889 — Ен Арбор, 12. децембар 1935) био је први епископ америчко-канадски.
Прибројан је лику светих на редовном засједању Светог архијерејског сабора Српске православне цркве у мају 2015. године као Свети Мардарије Љешанско–Либертивилски и Свеамерикански.

## Животопис
Рођен је у подгоричком селу Корнет у Љешанској нахији од оца Петра Пере и мајке Јелене Јеле која је била из познате куће Божовића. Отац му је био уважени начелник Љешанске области и племенски капетан. Преци ранијег митрополита Мардарија Ускоковића су дошли (ускочили) у тај крај, по народном предању, дошавши из Коринта, па је и Корнет, могуће добио име по Коринту. На крштењу у сеоској црквици св. Ђорђа добио је име Иван. Пошто је био из знамените породице, послат је на школовање. Основну школу је похађао у Ријеци Црнојевића а средњу школу (гимназију) на Цетињу. Рано је осјетио позив ка монашком животу. Са једанаест година је тражио од црногорског митрополита Митрофана Бана да га замонаши. Како за то није добио благослов, одлази у Београд на даље школовање. У Котору се укрцао на брод за Ријеку одакле је возом стигао до Београда.
Митрополит Србије Димитрије му је услишио молбу да се замонаши. Пјешице одлази у Студеницу 1905. године гдје је замонашен 19. марта 1906. године. У Студеници је боравио годину и по дана, након чега се због даљег школовања упутио у Москву. Сљедећих дванаест година проводи у Русији. Првих осам мјесеци проводи у Српском подворју у Москви. Постаје познат у високим друштвеним круговима. У септембру 1907. је наставио школовање у Богословској школи у Житомиру у западној Украјини. Тада је имао седамнаест година. Након двије школске године, на своју молбу 1908. одлази у Кишињевску духовну семинарију у главном граду Молдавије. 1908. постаје јеромонах, а чин синђела је добио 1912. године. Семинарију завршава 1912. године са најбољим оцјенама. У Кишњеву је као синђел помагао дјеци сиромашних родитеља. Освојио је симпатије народа проповједима и добрим дјелима. Основао је Савез за борбу против дјечије смртности у Русији и за неколико недјеља је у Кишњеву скупио неколико хиљада рубаља. Није волио раскошне пријеме аристократије. У Кишњеву је провео три године, а при трајном одласку из града је од народа добио за успомену златни крст и иконе. Поред православаца, свечано су га испратили и припадници јеврејске, јерменске и других вјероисповјести, што је био преседан у историји Руске цркве.
Сљедећих пет година проводи као јеромонах у Александро-Невској лаври. Примљен је у Петербуршку духовну академију. Иако му је остала још једна година студија, при избијању Првог свјетског рата, одлази у Ниш да буде са својим народом (Београд је био под опсадом). Стигао је прве недјеље августа 1914. и прво се јавио београдском митрополиту Димитрију. Митрополит је сматрао да би он био кориснији да се врати у Русију. Након повратка у Русију, почео је серију предавања о свесловенском уједињењу, што је било у директној опречности са тадашњом европском политиком. У љето 1915. повјерена му је мисија обиласка ратних заробљенике на ријеци Волги, планини Урал, на Кавказу, у Сибиру. Заробљенике словенског поријекла је надахњивао словенофилским идејама. Свештеносинђел црногорске митрополије је дипломирао 1916. на Петроградској духовној академији. У истом граду је изучавао и црквено право на Правном факултету.
Григориј Распућин га није волио и више пута га је клеветао. Због тога је пребачен у најзабаченију сеоску семинарију на Кавказу. Ту остаје годину дана, до избора за делегата донских Козака 1917. године и учешћа у Сверсуком црквеном сабору у Петрограду, када је за патријарха изабран Свети Тихон Исповједник. Током школовања у Русији обишао је најпознатније руске манастире као и Цариград, Свету гору, Атину, Солун... На дан када је Аустроугарска објавила рат Србији началствовао је на литургији у Јерусалиму у Храму гроба Господњег. Записао је касније да је то сматрао Божјом вољом, да баш он као Србин из Црне Горе служи на Голготи, када је нападнута његова земља.
Због мисионарског рада међу Србима у Америци, одлази у Сјеверну Америку 3. јула 1917. Тамо стиже преко Сибира и Владивостока и ту проводи најважнији период свога живота. Архимандрит постаје у Филаделфији 1917. године. На сверуском сабору 1919. у Кливиленду је изабран за владику који ће водити послове српске цркве, под руском црквеном јурисдикцијом. Не жели бити рукоположен без присуства своје матичне цркве, српске. Тражио је да српска црква у Америци добије самосталност. Од 1920.-1930. године проводи у отаџбини. Патријарх Димитрије га поставља за настојатеља манастира Раковице и на мјесто управника прве монашке школе у Србији. У том манастиру проводи три године, а предавања је одржавао и у дворани САНУ, на Универзитету, у гимназијама, на Богословском факултету...
Молио је Свети архијерски Синод у Београду да се одреди владика за Америчко-канадско владичанство, а разлог је била удаљеност од Београда. Зато је 18. октобра 1923. Синод одредио за администратора владику др Николаја Велимировића, на дужност коју је до тада обављао Мардарије. Постављен је 9. децембра 1923. за администратора српског америчко-канадског владичанства. Почетком 1923. опет одлази у Америку. 28 од 29 српских свештеника га признаје за свог владику у Америци. Тамо покреће владичански гласник Српска црква. За 15.000 долара купује имање код Чикага и гради манастир Светог Саве.
Боловао је од сушице. Градњу манастира који је он градио је помагао и Михаило Пупин. Мардарије је у свом тестаменту тражио да ту убудуће столују владике српске цркве у Америци. Свети архијерејски Сабор СПЦ га је изабрао за владику српског владичанства у Америци и Канади, 7. децембра 1925. године. Прво су Руси 1905. године формирали српско владичанство у оквиру свог егзархата, али се се Срби повезивали са својим покрајинским црквама у Србији, Црној Гори, БиХ, тј. да би били под њиховим окриљем. Зачетник те идеје био је Михаило Пупин. 1913. на Црквено-народном сабору Срби су иступили из организације руске цркве и стављају се под управу Митрополије Србије у Краљевини Србији. Први свјетски рат је то спријечио, а на том послу се наставио рад након обнове Патријаршије 1920. године. Владичансто америчко-канадско са сједиштем у Чикагу је основано 1921. године. Администратор до 1923. је био владика Николај Велимировић, а Пупин је њему давао велику моралну и финансијску помоћ. Затим је Николаја замијенио патријарх који је уступио владичанство архимандриту Мардарију. Владика Мардарије је неколико пута ишао у Србију. Након велике поплаве у дијелу Краљевине СХС 1926. године, Мардарије је молио Генералног конзула у Њујорку да се организују одбори за прикупљање добровољних прилога, како од Срба тако и од Американаца.
Умро је у болници у Ен Арбору, у Мичигену 12. децембра 1935. у 9.45. Сахрањен је у манастиру Светог Саве у Либертивилу.
О њему је снимљени филмови Тихи кутак Христов и Свети Мардарије владика без адресе.

## Ставови
Из бесједе изговорене у Житомиру 28. септембра 1908. године се виде његови, тада актуелни политички ставови. Босна и Херцеговина су му двије највише, најбоље српске покрајине-провинције, припојене Аустроугарској, а Србија и Црна Гора су му двије братске, једнокрвне, једноплеменске и једновјерне независне српске државе, које стају у заштиту своје поробљене браће у БиХ. Подједнако користи називе српски народ и српско племе. Српски народ је без обзира на све невоље и сталне крваве борбе успио опстати и сачувати своју православну вјеру и националност, али апелује на Русију да помогне Србима, да политички не пропадну. Никола I Петровић Његош и Петар I Карађорђевић су му два српска господара.
Након клевета од Распућина да је њемачки шпијун, у писму руској Думи је записао: Ја волим Русију и руски народ толико ватрено и неограничено као и Ви, као што волим свој српски народ... У свом Тестаменту је поред осталога, записао: Овај свети манастир, као зборно мјесто Срба у Америци... остављам у аманет своме драгом српском народу...
Владика Мардарије је у посланици за Васкрс 1935. године говорио о својој болести и чудесном оздрављењу. Иако му је доктор предвиђао још пар дана живота, молио се Богу да још поживи, да заврши послове изградње свете обитељи у Либертивилу. Између осталога је говорио: Остави ме на земљи још неко вријеме, да још више украсим манастир великог угодника Твога, Светога Саве...

## Дјела
- Тихи угао Христа
- Зборник проповједи
- Завјет руском народу
- Недокучива Русија: мемоари  16841225